# Пиер Лавал
Пиер Лавал (на френски: Pierre Laval), (28 юни 1883 – 15 октомври 1945) е френски политик, 4 пъти министър-председател на Франция.
Заради неговата роля в управлението на Вишистка Франция по време на Втората световна война след нейния край е осъден за колаборационизъм и екзекутиран. Днес във Франция той е пример за национално предателство.

## Биография
Роден в скромно семейство в Шателдон, първоначално е бакалин, след това завършва право и се премества в Париж като адвокат през 1907 г.
По време на Първата световна война е член на Френската секция на работническия интернационал (Section française de l’Internationale ouvrière, SFIO) – сред многобройните по онова време социалистически партии във Франция, и е избран за депутат в парижкото североизточно предградие гр. Обервилие, където става кмет през 1923 г.
Мобилизиран през войната, Лавал се връща със силно пацифистко мислене, поддържано от неговите чести контакти с Аристид Бриан, с когото работи за установяване на добри отношения с Германия и СССР. Той се отдалечава бързо от лявото политическо пространство с избирането му за министър на няколко пъти след 1925 г. и за министър-председател през 1931 г. Избран е за „мъж на годината“ от списание „Тайм“ през същата година.
През 1920-те и 1930-те години Пиер Лавал постепенно преминава към дясното пространство. По време на четвъртия му мандат като премиер Лавал подписва Френско-италианското споразумение, с което Италия получава част от Либийската пустиня, както и Френско-съветския пакт за взаимопомощ. Друго съглашение, свързано с неговото име, е т.нар. пакт на Хор-Лавал. То е подписано на 8 декември 1935 г. в Париж от Лавал, тогава премиер на Франция и от министъра на външните работи на Великобритания Самюъл Хор. Според него Етиопия (тогава Абисиния) трябва да отстъпи на Италия части от областите Тиграй, Данакил и Огаден, както и да предостави на Италия обширна зона в южна Етиопия за икономическа експанзия и колонизация. В замяна Италия трябва да отстъпи само тясна ивица от Южна Еритрея с излаз на море в град Асаб (Еритрея). Съглашението е предадено по дипломатически канали на Етиопия, но тя го отхвърля, защото го счита за стъпка към ликвидиране на нейната независимост. Съдържанието на съглашението обаче става достояние на пресата и предизвиква дълбоко възмущение. Самюъл Хор е принуден да подаде оставка, а кабинетът на Пиер Лавал пада през януари 1936 г. заради нарастващото влияние на Народния фронт. Лавал запазва оттогава огромна неприязън към „социалкомунистите“.

## Вишистки режим
Разгрома на Франция от страна на Германия през 1940 г. дава възможност на Лавал да се върне на власт. Той поставя империята си от медии в служба на маршал Филип Петен и правителството на Виши. На 10 юли 1940 г. Лавал използва своето влияние в Националната асамблея, за да даде на Петен неограничени правомощия. На 12 юли Лавал е определен от Петен за министър-председател.
Лавал създава много близки взаимоотношения с Ото Абец – германския посланик във Франция, и на 22 октомври се среща с Адолф Хитлер, на когото предлага тясно сътрудничество между 2-те държави.
От юли до декември 1940 г. Лавал превишава заповедите на Петен и води активна колаборационна политика, свързана с проект за съюз с Нацистка Германия. Министри от кабинета са обезпокоени от плановете на Лавал и на 13 декември 1940 г. Петен го сваля от длъжност и го заменя с Франсоа Дарлан. Той е за кратко арестуван, но Абец праща войници да го освободят и го отведат в Париж, където живее под защита на германската армия. Това отстраняване от власт не пречи на Лавал да продължи да участва в обществения и политическия живот.
Ранен е по време на парад на Легиона на френските доброволци (Légion des volontaires français) на 27 август 1941 г. Виновникът за изстреляните 5 куршума е 21-годишният Пол Колет.
През април 1942 г., под натиска на германците, Лавал, възстановил се от раните си, е назначен за министър-председател в режима на Петен. Вярвайки в победата на Нацистка Германия във войната, засилва още повече колаборационистката политика с окупаторите. През май същата година нарежда на полицията да задържи френските евреи, за да ги депортира. През юни решава да създаде служба за задължителна работа (service du travail obligatoire), за да праща най-добрите работници в Германия, разменяйки ги за френски военнопленници. През септември упълномощава Гестапо да преследва френските партизани от свободна Франция.
През януари 1943 г. Лавал създава френската милиция – политическа полиция под управлението на Жозеф Дарнан. За 6 мес. тя набира 35 хил. души и играе важна роля в гоненията на евреи и партизани, които са мъчени и убивани на място или изпращани в концентрационни лагери. През същата година предава Леон Блум на нацистите.

## Бягство, съдебен процес и екзекуция
През юни 1944 г., след десанта в Нормандия, Лавал мести управлението си първо в Белфор, а после в Сигмаринген, Германия. През май 1945 г. бяга в Испания и е заловен в Барселона по молба на генерал Дьо Гол.
Осъден е от френски трибунал на смърт и е разстрелян на 15 октомври в затвора Френ, близо до Париж, в състояние на полусъзнание след опит за самоубийство, изпивайки капсула цианид.

## Премиерска кариера
Пиер Лавал е 4 пъти министър-председател в Третата република и 2 пъти във Вишистка Франция:
- от 27 януари до 13 юни 1931 г.
- от 13 юни 1931 до 12 януари 1932 г.
- от 14 януари до 6 февруари 1932 г.
- от 7 юни 1935 до 22 януари 1936 г.
- от 16 юли до 13 декември 1940 г.
- от 18 април 1942 до 19 август 1944 г.

1. ↑  books.google.es